# Ранола Суд (Напуљ)
Ранола Суд је насеље у Италији у округу Напуљ, региону Кампанија.
Према процени из 2011. у насељу је живело 88 становника. Насеље се налази на надморској висини од 15 м.